# Il était une forêt
Pour plus de détails, voir Fiche technique et Distribution.
Il était une forêt est un documentaire français réalisé par Luc Jacquet et sorti en 2013.
Il s'agit du troisième long métrage cinématographique de Luc Jacquet après La Marche de l'empereur et Le Renard et l'Enfant. Dans le cadre de l'association Wild-Touch qu'il a créée en 2010, Luc Jacquet a écrit et réalisé ce documentaire en étroite collaboration avec le botaniste Francis Hallé, qui avait depuis longtemps le projet de faire un film de grande ampleur sur les forêts primaires.

## Synopsis
Le film montre comment les forêts tropicales ont été créées en l'espace de sept siècles et comment elles vivent, depuis les premières pousses jusqu'aux interactions entre la végétation et les animaux.
Le documentaire s'ouvre sur un travelling qui part d'un détail au bas d'un arbre et finit sur une vue de la canopée où est installé le botaniste Francis Hallé. Ce dernier, en parcourant les forêts du Gabon et du Pérou, part à la rencontre d'une grande diversité d'espèces végétales comme le moabi, le figuier étrangleur ou les lianes passiflores.

## Fiche technique

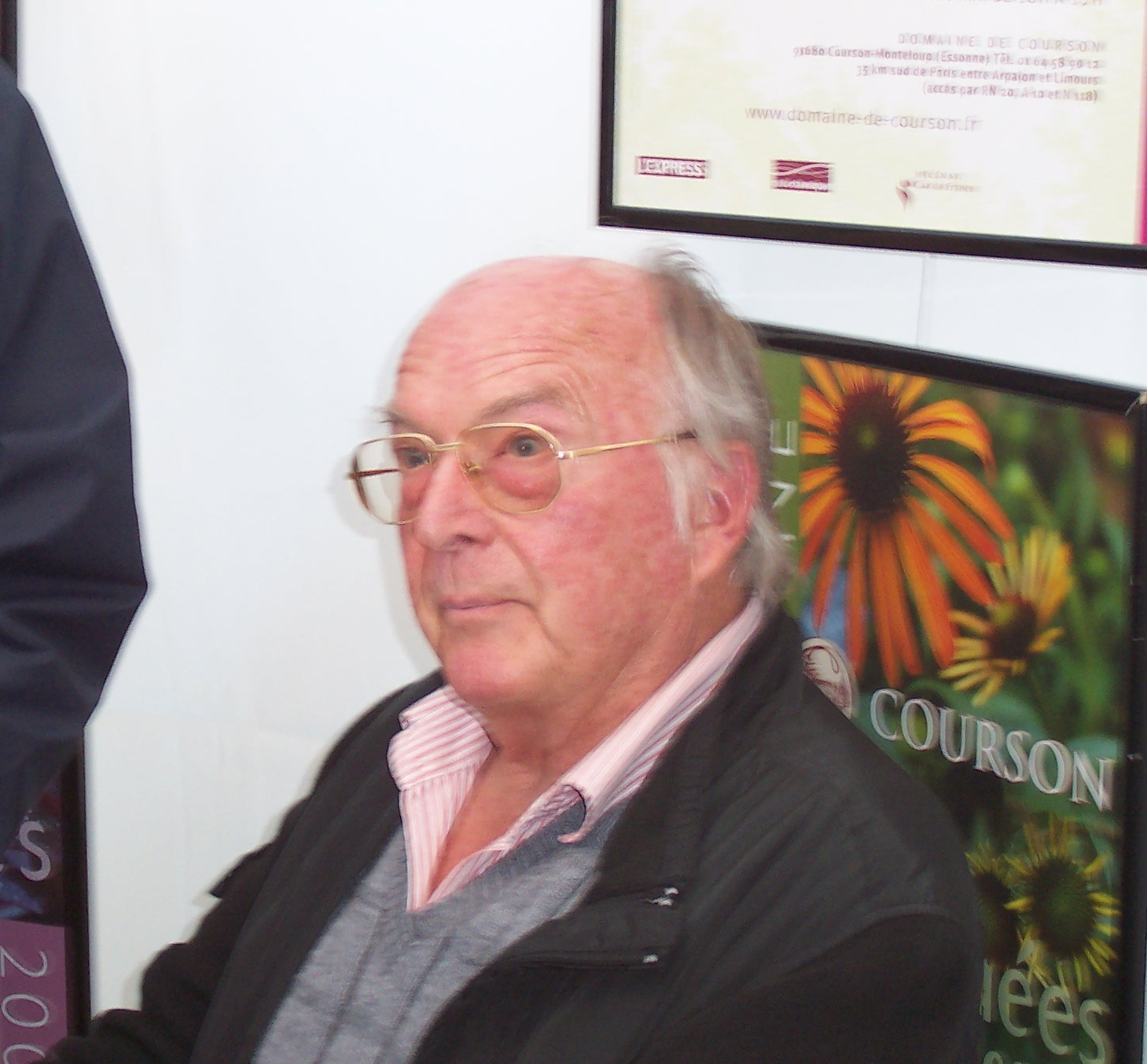
Le botaniste Francis Hallé (ici en 2009), initiateur du projet.

- Titre original : Il était une forêt
- Titre anglais international : Once Upon a Forest
- Réalisation : Luc Jacquet
- Scénario : Luc Jacquet, sur une idée de Francis Hallé
- Photographie : Antoine Marteau
  - Opérateur caméra : Jérôme Bouvier
- Montage : Stéphane Mazalaigue
- Son : Philippe Barbeau
- Musique : Éric Neveux
  - Chanson (écriture et interprétation) : Emily Loizeau
- Direction de postproduction : Cyril Contejean
- Direction artistique des effets spéciaux : Éric Serre et Anne-Lise Koehler
- Direction du montage son : Samy Bardet et François Fayard
- Production : Yves Darondeau, Christophe Lioud, Emmanuel Priou
- Sociétés de production : Bonne Pioche, en coproduction avec France 3 Cinéma, Rhône-Alpes Cinéma et Wild-Touch, en association avec les SOFICA Cinémage 7 et Cofinova 9
- Sociétés de distribution : Disneynature (France), Wild Bunch (international)
- Pays d'origine :  France
- Langue originale : français
- Format : couleur
- Durée : 78 minutes
- Dates de sortie :
  - Canada : 28 septembre 2013 (Festival de Vancouver)
  - France : 10 novembre 2013 (Festival d'Arras), 13 novembre 2013 (sortie nationale)
  - Belgique : 13 novembre 2013
  - Suisse : 13 novembre 2013 (Suisse romande)
  - Allemagne : 10 décembre 2013 (Semaine du film français de Berlin[2]), 2 janvier 2014 (sortie nationale)

## Distribution
- Francis Hallé : lui-même
- Michel Papineschi : narrateur (version originale)[3]
- Bruno Ganz : narrateur (version allemande)[4],[5]

## Production

### Genèse et tournage du film

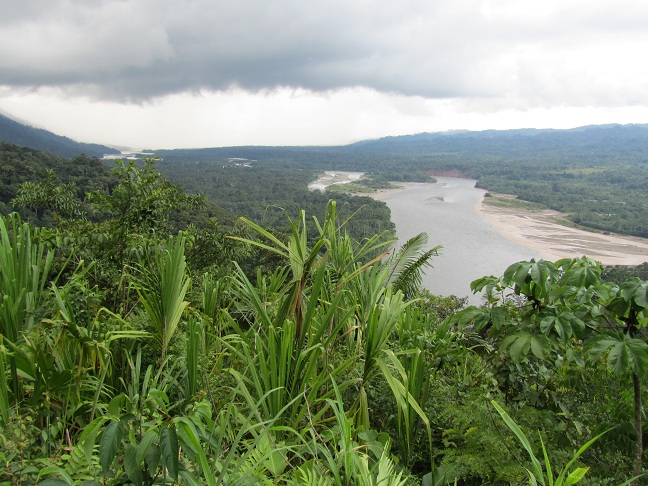
Un des lieux de tournage : le parc de Manú, au Pérou.

Écologue de formation, Luc Jacquet bénéficie d'une reconnaissance internationale après le succès de son film La Marche de l'empereur (2005), primé aux Oscars en 2006. Il souhaite alors trouver une utilité concrète à son succès. Quelques années plus tard, en 2010, cette intention prend la forme d'une association, Wild-Touch, qu'il crée avec sa femme et quelques amis, avec la volonté d'aider à « médiatiser la conservation de la nature ».
Quelques jours après la création de Wild-Touch, Luc Jacquet rencontre le botaniste Francis Hallé, qu'il avait déjà croisé en 1989. Hallé, qui essaie depuis 20 ans de faire un film sur les forêts primaires, avait proposé son projet à de nombreuses personnes dont Jacques Perrin, qui n'avait pas le temps de s'y consacrer car il travaillait alors sur la production du documentaire Océans. Dès août 2010, Jacquet et Hallé font un voyage en Guyane, dans la réserve naturelle des Nouragues, pour faire les premiers repérages d'un éventuel projet commun ; ils en reviennent avec un court film, C'était la forêt des pluies, qui impulse un métaprojet de plus grande ampleur, intitulé La Forêt des pluies qui inclut la production d'une version longue du film. Pour ce long métrage, ils envisagent initialement de se focaliser sur trois grandes zones géographiques : le bassin du fleuve Congo au Gabon, la forêt amazonienne du côté péruvien et la Nouvelle-Guinée (cette dernière zone étant retirée du projet par la suite).
C'était la forêt des pluies, qui fait figure de prologue et dont l'un des objectifs est de trouver des financements pour le long métrage, est notamment montré en clôture du Festival Aventure et Découverte de Val-d'Isère le 21 avril 2011 et en ouverture du Festival international du film écologique de Bourges le 6 octobre 2011. Parrainé par l'actrice Marion Cotillard, ce projet se fait également en partenariat avec le Parc des oiseaux de Villars-les-Dombes.
Selon Luc Jacquet, ce film est « un devoir moral et artistique [car] notre rapport au monde doit changer si nous voulons survivre ». Pour Francis Hallé, c'est l'aboutissement d'une vie consacrée aux forêts : « Je bataillerai pour et aux côtés de la forêt jusqu’à ma mort. Qui sait, nous nous éteindrons peut-être en même temps ». Le botaniste espère que ce film aura, pour les forêts, le même impact que Le Monde du silence (1956) a eu pour les océans.
L'écriture et le tournage bénéficient de la complémentarité entre Luc Jacquet et Francis Hallé : le botaniste se consacre au contenu scientifique alors que le réalisateur s'emploie à mettre en images ce que le premier lui suggère. Le but n'est toutefois pas de faire un film scientifique ni un documentaire sur la déforestation mais plutôt, selon Francis Hallé, « un film sensuel : ce qu’on voit et ce qu’on ressent ». Pour le botaniste, il est également impératif que le film « soit très beau car ces forêts sont admirables ». Si le scénario est écrit par Luc Jacquet, Francis Hallé souhaite néanmoins qu'il s'agisse d'« un film sans acteurs, où les seuls êtres humains seront issus des ethnies forestières ». Finalement, il accepte d'apparaître lui-même dans le film.
Un storyboard complet du documentaire est réalisé lors de la phase de préparation car Luc Jacquet estime que cela permet « de faire le lien avec les équipes, de mettre en place les processus techniques et d’avoir un vrai plan de travail ».
Le tournage du long métrage commence le 19 juin 2012, en partenariat avec les sociétés Disneynature et Bonne Pioche. Le film prend alors un nouveau titre, Il était une forêt, mais le titre du métaprojet de Wild-Touch reste intitulé La Forêt des pluies. Le tournage débute, par la séquence 4 du scénario, dans le parc de Manú au Pérou, puis se poursuit au Gabon à partir d'octobre 2012, avec une équipe constituée en moyenne de 35 techniciens et artistes. Certaines images de forêt sont tournées grâce à des drones spécialement conçus pour le film. D'autre part, afin de filmer des arbres qui culminent à environ 70 mètres de hauteur, Luc Jacquet et son chef machiniste Benjamin Vial mettent au point un nouveau système de travelling, baptisé Arbracam, qui consiste à installer une caméra sur des cordes. En novembre, les dernières images, macroscopiques, sont tournées en studio dans l'Ain, dans le Parc des oiseaux.
La postproduction s'est terminée le 25 avril 2013. Elle a nécessité la collaboration de la société Mac Guff pour décrire l'évolution des végétaux grâce à des effets animés.

### Un projet protéiforme et pluriartistique
Le long métrage Il était une forêt est la partie centrale d'un projet plus général dit cross-media, intitulé La Forêt des pluies, qui a également une ambition éducative à propos de l'environnement. Pour Luc Jacquet, il s'agit de parler des forêts primaires « avec le plus grand nombre de points de vue possibles, avec toujours ce désir d'avoir un médiateur artistique ». Ce projet permet notamment la participation d'artistes qui partent en résidence en pleine forêt,:
- l'illustrateur Frédérick Mansot, qui a déjà travaillé avec Luc Jacquet pour la création de livres dérivés du film Le Renard et l'Enfant, a suivi le tournage au Gabon pour créer une série de contes[30],[31] ;
- le photographe Vincent Munier a passé quatre jours au Pérou avec l'équipe de tournage pour photographier des animaux tels que le jaguar[32],[33] ;
- la reporter-photographe Micheline Pelletier est parti au Pérou avec l'équipe du film pour photographier les végétaux[34],[35] ;
- le graffeur Julien Malland (dit « Seth ») a participé à une exposition[36] ;
- le peintre Charles Belle, spécialité dans les sujets végétaux, a réalisé des dessins de la forêt au Gabon[37],[38],[39],[40] ;
- l'artiste Jean-Christophe Norman a contribué au projet La Forêt des pluies avec son projet intitulé Un imaginaire pour lequel il varie les moyens d'expression[41] ;
- le peintre Mark Alsterlind a souhaité accompagner l'équipe de tournage pour réaliser des dessins[42] ;
- le sculpteur et anesthésiste Vincent Lajarige a participé au tournage à la fois comme artiste et comme médecin de l'équipe[43].

Dès le 25 juin 2012, soit moins d'une semaine après le début du tournage, un web-feuilleton, Voyages en forêt des pluies, filmé et réalisé par Augustin Viatte et diffusé sur le site de Wild-Touch, permet de suivre le tournage et les étapes de production du film.

### Musique du film

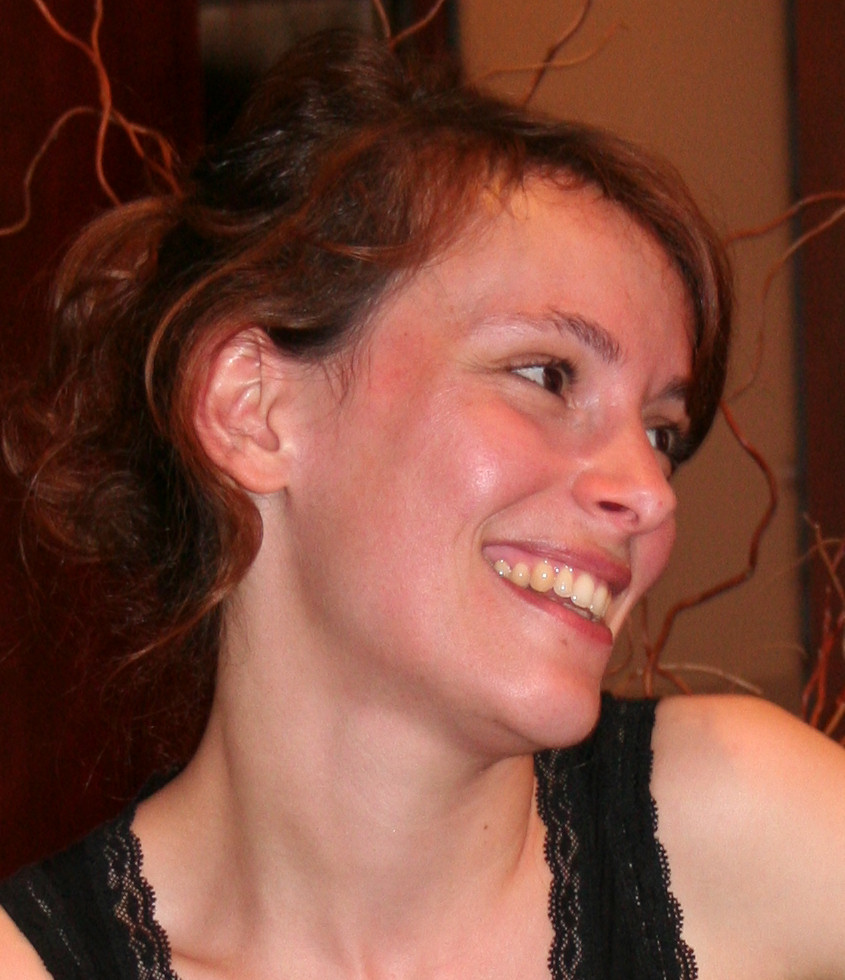
Emily Loizeau (ici en 2006), autrice et interprète de la chanson du film.

La musique du film est initialement proposée à Lady and Bird (en), duo composé de Keren Ann et Barði Jóhannsson,. Luc Jacquet et la société Bonne Pioche font finalement appel à Éric Neveux. La chanson du film, Upon a Forest, est signée et interprétée par Emily Loizeau,.
Jean-Pierre Ensuque (des groupes Autour de Lucie et Luke) joue les parties de guitare électrique.
La musique d'Éric Neveux fait à la fois appel à un orchestre classique, à des programmations électroniques et à des chœurs d’enfants. La bande originale, éditée par le label Bonne Pioche Music, sort en CD chez Actes Sud Nature, ainsi qu'en téléchargement légal, le 23 octobre 2013. L'album comprend 16 titres :
| 1.    | Il était une forêt (Ouverture) | 5:03 |
| 2.    | Les Pionniers                  | 2:53 |
| 3.    | La Danse des lianes            | 2:38 |
| 4.    | L'Attaque                      | 1:38 |
| 5.    | Le Murmure des arbres          | 3:59 |
| 6.    | Naissance de Moabi             | 1:10 |
| 7.    | Sir Moabi                      | 3:13 |
| 8.    | Les Termites et les Fourmis    | 2:10 |
| 9.    | Le Figuier étrangleur          | 2:50 |
| 10.   | Le Grand Voyage                | 2:43 |
| 11.   | Le Temps des arbres            | 1:28 |
| 12.   | La Forêt des pluies            | 3:08 |
| 13.   | La Lumière retrouvée           | 2:22 |
| 14.   | Il était une forêt (Final)     | 3:59 |
| 15.   | Upon A Forest                  | 3:17 |
| 16.   | Passiflore                     | 3:12 |
| 45:43 |                                |      |

## Accueil

### Accueil critique
Allociné propose une note moyenne de 3,4/5 à partir de l'interprétation de 15 critiques francophones.
Parmi la presse cinématographique et culturelle française, Télérama affirme que le film « a l'ampleur des géants qu'il met en scène : impressionnant, foisonnant, mais aussi maîtrisé et cohérent » et considère que « l'atout maître de ce film humaniste sur la nature s'appelle Francis Hallé », félicitant ainsi le réalisateur qui « s'appuie sur son art de la transmission, sa voix off forte et limpide, sa volonté de mobiliser par la connaissance et l'émerveillement ». Dans Première, Isabelle Danel parle d'un « pari [...] osé [mais] réussi » et souligne notamment la « superbe musique ». Julien Welter, pour Studio Ciné Live et L'Express, est plus mitigé, évoquant « un documentaire bancal, parcouru de jolis moments », regrettant notamment que le début « ressemble à un empilage indigeste d'informations, au milieu duquel Francis Hallé semble un peu perdu ».
Au sein de la presse généraliste, La Croix est un des titres les plus enthousiastes : notant que « la forêt apparaît comme peu cinégénique », le quotidien salue le « voyage inoubliable » que permet le duo Jacquet-Hallé à travers un « film captivant et poétique, aux images sublimes [...], spectaculaire et instructif, que toute la famille prendra plaisir à voir ». Le quotidien 20 minutes parle de « documentaire magique » et « intelligent », pour lequel « Luc Jacquet a travaillé ses images et sa bande-son de façon à immerger les spectateurs dans un monde méconnu qu’il rend aussi passionnant qu’accueillant ». Dans le même esprit, Le Journal du dimanche parle d'« ode impressionniste ». CinéObs, supplément du Nouvel Observateur, qualifie le film de « véritable thriller végétal » qui « aligne les prouesses techniques et se joue du temps, dépasse ses visées pédagogiques pour prendre la forme d’un conte écologique où la poésie s’invite ». En revanche, Le Parisien regrette « un film un peu touffu » où « manque le conte » qu'annonce pourtant le titre. De son côté, Hubert Prolongeau, dans Marianne, déplore que les « moyens énormes » aient abouti à « une vision lisse et apaisée d'un monde bêtement idéalisé ».
Parmi les autres médias, RTL choisit Il était une forêt comme son « coup de cœur de la semaine » lors de sa sortie, considérant que « ce voyage fascinant, magnifique, est une déclaration d'amour jamais misérabiliste, anxiogène ou culpabilisatrice ».
À l'étranger, The Hollywood Reporter s'enthousiasme pour « une exploration visuelle exquise » de la forêt, citant notamment le travail des responsables de la photographie (Antoine Marteau et Jérôme Bouvier), des effets visuels (Éric Serre et Anne-Lise Koehler) et des effets sonores (Samy Bardet et François Fayard), tout en soulignant que « Jacquet ne déçoit jamais quand il s'agit de mettre en valeur la puissance de la technologie cinématographique en face de la nature ». Néanmoins, le magazine admet que « l'étonnant exposé » de Francis Hallé possède une « attractivité sentimentale » moins importante que la narration de La Marche de l'empereur, que la voix-off de Michel Papineschi peut s'avérer « un peu trop moralisatrice » et que « les faits sont perdus au milieu de beaucoup de démagogie New Age », aspect renforcé par la « musique constante et mielleuse d'Éric Neveux ».
Pour le site belge Cinenews, le film « est tout en émotions et poésie sans être moralisateur », avec « des images à couper le souffle, qui nous donneraient presque envie de se mettre au Tofu ».

### Exploitation et box-office
Après une présentation au Festival international du film de Vancouver le 28 septembre 2013, Il était une forêt est projeté en avant-première à Paris le 5 novembre 2013 au Gaumont Champs-Élysées Marignan, puis le 10 novembre 2013 au Festival d'Arras dans le cadre du programme « Festival des enfants ». Le film sort ensuite en France, en Belgique et en Suisse le 13 novembre 2013 .
En France, Il était une forêt réalise un démarrage décevant avec seulement 9 361 entrées sur 351 copies lors du premier jour d'exploitation (dont 476 entrées sur 17 écrans à Paris), en 4e position des nouveautés. Après sa première semaine d'exploitation, le film totalise 125 552 spectateurs (dont 27 160 à Paris), se classant à la 9e place du box-office hebdomadaire et en 3e place des nouveautés. En comparaison, les précédents films de Luc Jacquet avaient réalisé des scores bien supérieurs avec 447 512 spectateurs pour La Marche de l'empereur et 466 488 pour Le Renard et l'Enfant. Lors de la deuxième semaine d'exploitation, Il était une forêt ne réunit que 74 492 spectateurs (soit une chute de 40,67 %), à la 11e place du classement hebdomadaire. Lors de la troisième semaine, le film recule à la 19e place hebdomadaire avec seulement 34 168 entrées (-54,13 %) pour 298 écrans, puis il quitte le top 20 hebdomadaire dès la quatrième semaine. Au total, le film cumule entre 283 427 et 290 773 entrées en France selon les sources, dont 47 811 à Paris, et 2 019 797 $ de recettes.
En Suisse, ll était une forêt réalise le 7e meilleur score hebdomadaire lors de sa première semaine d'exploitation avec 2 639 entrées puis attire un total de 13 761 spectateurs. Le film cumule également 622 220 $ de recettes en Allemagne, 78 297 en Autriche et 25 235 en Finlande. Sur un total de 14 pays européens, dont la France, l'Observatoire européen de l'audiovisuel comptabilise 492 714 entrées, le meilleur résultat du film à l'étranger étant en Allemagne avec 122 639 entrées.
Au 1er mai 2015, Il était une forêt recueille une moyenne de 3,6/5 sur 607 votes d'internautes sur le site Allociné. À la même date, 313 membres d'IMDb ont attribué une note au film, pour une moyenne de 6,6/10.

### Distinctions
- Césars 2014 : nomination pour le César du meilleur film documentaire
- Festival du cinéma d'environnement de Washington (en) 2014 : Prix Polly Krakora (Polly Krakora Award for Artistry in Film)[78]
- Cosmic Angel Awards 2014 : Prix du jury et Prix du public[4]
- Deauville Green Awards 2014 : Grand Prix du meilleur documentaire[79]

## Produits dérivés et outils pédagogiques
Outre la bande originale sortie en CD et en téléchargement légal, Il était une forêt a donné lieu à plusieurs produits dérivés et outils pédagogiques.
Un jeu de société, édité par Opla et distribué par Paille Editions, a été éco-conçu et fabriqué en France. Il est créé par Florent Toscano, qui propose une adaptation à la société Bonne Pioche, laquelle accepte rapidement l'idée. Toscano développe donc le jeu afin qu'il soit prêt pour la sortie du film : l'idée générale est proposée au bout d'un mois puis un prototype est testé au Festival du jeu à Lille. Il demande ensuite à David Boniffacy de l'illustrer,. En avril 2013, Toscano rencontre Francis Hallé, qui découvre le jeu et choisit les arbres qui doivent y figurer. Il était une forêt est un jeu de cartes stratégique qui se joue en solo ou jusqu'à quatre joueurs, est accessible à partir de 7 ans, et consiste à faire pousser une forêt tropicale notamment composée de moabis,. Sorti le 16 octobre 2013, il est tiré à 5 000 exemplaires. Il est également assorti d'un petit livret documentaire supervisé par Francis Hallé.
La marque Veja, créatrice de sneakers écologiques, propose un modèle en édition limitée, la Esplar High Top Moabi, illustré d’un motif de feuilles de moabi dessiné par Francis Hallé. À propos de ces chaussures, Le Monde fait remarquer que la mode prend souvent le cinéma pour modèle mais qu'il est rare que l'inspiration vienne d'un film documentaire.
Les éditions Actes Sud ont publié cinq ouvrages dérivés du film et notamment destinés à la jeunesse, :
- le livre officiel du film, destiné aux adultes, qui apporte des informations et illustrations en complément du film ;
- un livre documentaire, dans la même lignée que le précédent mais orienté vers les enfants ;
- un album d'illustrations issues du film ;
- un imagier pour les plus petits ;
- l’album L'Homme qui dessinait les arbres, écrit et illustré par Frédérick Mansot[88].

Ces ouvrages entrent dans une démarche pédagogique plus globale. La sortie du film s'accompagne en effet de plusieurs opérations pédagogiques, réalisées dans le cadre de l'association Wild-Touch, avec l'objectif d'« apprendre la nature »,. Des outils et ateliers pédagogiques ont ainsi été développés en partenariat avec le CRDP de l'Académie de Paris, avec des kits éducatifs disponibles sur le site sÉance+. D'autre part, le site de Wild-Touch propose une série de 14 vidéos pédagogiques dans lesquelles Francis Hallé explique certains aspects scientifiques de la forêt. Luc Jacquet et Wild-Touch ont ensuite reconduit cette démarche pédagogique pour le film La Glace et le Ciel.

### Sites officiels ou partenaires
- Site officiel (France)
- Site officiel (Belgique)
- Projet La Forêt des pluies et page du film sur le site de Wild-Touch
- Il était une forêt - l'expédition : une expérience web pour revivre l'expédition avec l'équipe du film
- Carnet de tournage de Luc Jacquet et Francis Hallé, blog provisoire du film La Forêt des pluies, en partenariat avec le journal 20 minutes
- Fiche du film sur le site de Bonne Pioche
- Il était une forêt sur le site du CRDP de l'Académie de Paris

### Autres sites
- Site officiel
- Ressources relatives à l'audiovisuel :   - Allociné
  - Centre national du cinéma et de l'image animée
  - Cinémathèque québécoise
  - Film-documentaire.fr
  - IMDb
  - LUMIERE
  - OFDb
  - The Movie Database
  - Unifrance
- Fiche du jeu de société Il était une forêt sur Trictrac.net